# Agaon megalopon
Agaon megalopon is een vliesvleugelig insect uit de familie vijgenwespen (Agaonidae). De wetenschappelijke naam is voor het eerst geldig gepubliceerd in 1976 door Wiebes.